# Qalīlū
Qalīlū (persiska: قلیلو) är en ort i Iran.   Den ligger i provinsen Västazarbaijan, i den nordvästra delen av landet, 600 km väster om huvudstaden Teheran. Qalīlū ligger 1 294 meter över havet och antalet invånare är 239.
Terrängen runt Qalīlū är platt åt sydväst, men åt nordost är den kuperad.Runt Qalīlū är det ganska tätbefolkat, med 185 invånare per kvadratkilometer. Närmaste större samhälle är Urmia, 10,2 km väster om Qalīlū. Trakten runt Qalīlū består till största delen av jordbruksmark.